# Schizoprymnus tridentatus
Schizoprymnus tridentatus är en stekelart som först beskrevs av De Saeger 1948.  Schizoprymnus tridentatus ingår i släktet Schizoprymnus och familjen bracksteklar. Inga underarter finns listade i Catalogue of Life.